# ليون جونسون
ليون جونسون (بالإنجليزية: Leon Johnson)‏ (10 مايو 1981 المملكة المتحدة - ) هو لاعب كرة قدم بريطاني يلعب كمدافع.

## مسيرته الكروية
لعب ليون جونسون خلال مسيرته الاحترافية مع 3 أندية في أربعة عشر موسمًا وسجل خلالها 9 أهداف ضمن 325 مباراة. ولم يفز بأي موسم بالكأس أو بالدوري.
خاض ليون جونسون مسيرته مع نادي ساوثيند يونايتد في موسم 2000–01 ولمدة موسمين، مشاركًا في 48 مباراة سجل خلالها 3 أهداف. ثم انتقل إلى نادي غيلينغهام في موسم 2002–03 ليلعب معه خمسة مواسم، حيث شارك في 98 مباراة سجل خلالها هدفين. لينتقل بعدها إلى ويكمب وندررز في موسم 2007–08 ليلعب معه سبعة مواسم، مشاركًا في 179 مباراة سجل خلالها 4 أهداف.

## وصلات خارجية
ليون جونسون على موقع قاعدة بيانات كرة القدم.إي يو (الإنجليزية)
- ليون جونسون على موقع ناشيونال فوتبول تيمز (الإنجليزية)
- ليون جونسون على موقع Soccerbase.com (لاعب) (الإنجليزية)
- ليون جونسون على موقع Soccerway.com (الإنجليزية)